# Одрадівська сільська рада (Новотроїцький район)
Одра́дівська сільська́ ра́да — адміністративно-територіальна одиниця та орган місцевого самоврядування в Новотроїцькому районі Херсонської області. Адміністративний центр — село Одрадівка.

## Загальні відомості
Одрадівська сільська рада утворена в 1956 році.
- Територія ради: 95,466 км²
- Населення ради: 1 758 осіб (станом на 2001 рік)

## Населені пункти
Сільській раді підпорядковані населені пункти:
- с. Одрадівка

## Склад ради
Рада складається з 16 депутатів та голови.
- Голова ради: Сторчак Олександр Віталійович
- Секретар ради: Анікальчук Галина Василівна

### Керівний склад попередніх скликань
| Прізвище, ім'я, по батькові   | Основні відомості                                                             | Дата обрання | Дата звільнення |
| ----------------------------- | ----------------------------------------------------------------------------- | ------------ | --------------- |
| Пархоменко Роман Васильович   | Сільський голова, 1963 року народження, безпартійний                          | 26.03.2006   | 31.10.2010      |
| Сторчак Олександр Віталійович | Сільський голова, 1973 року народження, освіта незакінчена вища, безпартійний | 31.10.2010   |                 |

Примітка: таблиця складена за даними сайту Верховної Ради України

### Депутати
За результатами місцевих виборів 2010 року депутатами ради стали:

#### За суб'єктами висування
| Суб'єкт висування           | Кількість обраних депутатів | %    |
| --------------------------- | --------------------------- | ---- |
| Партія регіонів             | 11                          | 68,8 |
| Комуністична партія України | 5                           | 31,3 |

#### За округами
| № округу                    | Прізвище, ім'я, по батькові       | Дата визнання обраним | Освіта  | Партійна приналежність            | Відомості про обраного депутата                                 |
| --------------------------- | --------------------------------- | --------------------- | ------- | --------------------------------- | --------------------------------------------------------------- |
| Комуністична партія України |                                   |                       |         |                                   |                                                                 |
| 8                           | Щербина Надія Олександрівна       | 04.11.2010            | середня | позапартійна                      | Одрадівський фельдшерсько-акушерський пункт, фельдшер           |
| 9                           | Сінько Олександр Олександрович    | 31.10.2010            | вища    | позапартійний                     | тимчасово не працює                                             |
| 10                          | Анікальчук Галина Василівна       | 04.11.2010            | вища    | позапартійна                      | Одрадівська сільська рада, секретар                             |
| 11                          | Борисюк Клавдія Леонідівна        | 04.11.2010            | середня | член Комуністичної партії України | тимчасово не працює                                             |
| 15                          | Колодій Людмила Вікторівна        | 04.11.2010            | середня | позапартійна                      | тимчасово не працює                                             |
| Партія регіонів             |                                   |                       |         |                                   |                                                                 |
| 1                           | Сінько Валентин Олександрович     | 31.10.2010            | вища    | позапартійний                     | тимчасово не працює                                             |
| 2                           | Сінько Олег Миколайович           | 31.10.2010            | середня | член Партії регіонів              | тимчасово не працює                                             |
| 3                           | Бабченко Олена Іванівна           | 31.10.2010            | середня | позапартійна                      | тимчасово не працює                                             |
| 4                           | Шарібжанова Галина Вікторівна     | 31.10.2010            | середня | член Партії регіонів              | Одрадівська сільська рада, інспектор військово-облікового столу |
| 5                           | Романюта Андрій Анатолійович      | 31.10.2010            | середня | член Партії регіонів              | тимчасово не працює                                             |
| 6                           | Андріянова Ірина Володимирівна    | 31.10.2010            | середня | член Партії регіонів              | тимчасово не працює                                             |
| 7                           | Недорєзкова Людмила Олександрівна | 31.10.2010            | середня | позапартійна                      | тимчасово не працює                                             |
| 12                          | Поспєлова Наталя Вікторівна       | 04.11.2010            | вища    | позапартійна                      | Одрадівська загальноосвітня школа, вчитель                      |
| 13                          | Бринза Валентина Дионисіївна      | 04.11.2010            | середня | член Партії регіонів              | пенсіонер                                                       |
| 14                          | Юрченко Людмила Анатоліївна       | 04.11.2010            | вища    | позапартійна                      | пенсіонер                                                       |
| 16                          | Баранська Наталя Анатоліївна      | 04.11.2010            | середня | позапартійна                      | Одрадівська сільська рада, землевпорядник                       |